# Skin (comics)
Pour les articles homonymes, voir Skin.
Skin est un personnage de fiction appartenant à l'univers de Marvel Comics. C'est un super-héros membre de Generation X. Il est apparu pour la première fois dans Uncanny X-Men # 317.

## Biographie
Angelo Espinosa est un ancien membre d'un gang de rue de Los Angeles, il a simulé sa propre mort pour pouvoir changer sa vie.
Skin est l'un des mutants enlevés par la Phalanx. Il est secouru par Emma Frost, Jubilé, le Hurleur, Dents-de-sabre et Synch. Par la suite, il accepte l'invitation de rejoindre l'Académie du Massachusetts pour faire partie du groupe de super-héros : Generation X.
Après la fermeture de l'Académie du Massachusetts, Skin et Jubilé retournent à Los Angeles. Plus tard, il est crucifié par l'Église de l'Humanité, un groupe religieux anti-mutant. Il est mort de ces blessures.

## Pouvoirs
Skin possède une peau très élastique. En se concentrant, il peut l'allonger et s'en servir pour bloquer ses adversaires.

## Note
Dans Uncanny X-Men # 427, le nom d'Angelo a été écrit « Angelo Torres » sur sa tombe par l'auteur Chuck Austen. Les « fans » du personnage n'étaient pas contents du manque de respect flagrant de l'auteur envers le personnage décédé.[réf. nécessaire]

## Apparition dans d'autres médias
Le personnage apparait dans le téléfilm Generation X de 1996.